# 川坂屋
川坂屋（かわざかや）は旧東海道の日坂宿にある旧旅籠の建物で、掛川市指定の有形文化財建造物。

## 歴史 ・概要
寛政年間に問屋役を務めていた斉藤次右衛門が始めたと伝わる。1852年（嘉永5年）の大火後に再建。宿場で一番西にあった旅籠で、江戸時代の面影を遺す数少ない建物のひとつ。精巧な木組みと細かな格子が特徴的で、当時建築にあたっては江戸より棟梁を招いたとのこと。日坂宿の旅籠である萬屋は庶民が宿泊したのに対して、川坂屋は武士や公家が宿泊する格の高い旅籠であった。1862年（文久2年）の「宿内軒並取調書上帳」によると、「間口六間、畳五拾八畳半、板鋪六畳、奥行拾三間」と記録されている。明治初頭に一旦廃業後も要人に宿を提供したことから、山岡鉄舟、巖谷一六、西郷従道などの書が残されている。1993年（平成5年）まで住居として使用。2000年（平成12年）に修理工事が完了して、翌年、市の有形文化財建造物に指定された。

## 利用案内
- 開館時間 - 10:00～16:00
- 開館日 - 土日祝日のみ開館
- 入館料 - 無料